# David Bivin
David N. Bivin (Cleveland, 20 luglio 1939) è un biblista statunitense naturalizzato israeliano.

## Biografia e carriera
Dopo la laurea conseguita nel 1963 negli USA, Bivin ha proseguito i suoi studi in Israele all'Università Ebraica di Gerusalemme, dove ha studiato storia, letteratura e archeologia ebraica. Completati gli studi nel 1969, ha deciso di rimanere in Israele. Dal 1970 al 1981 è stato direttore dell'Hebrew Language Division dell'American Ulpan di Gerusalemme e del Modern Hebrew Department dell'American Institute of Holy Land del Monte Sion, poi divenuto Jerusalem University College. Negli anni ottanta è entrato a far parte della Jerusalem School of Synoptic Research, un'organizzazione di biblisti ebrei e cristiani che studia i vangeli sinottici alla luce del contesto storico, linguistico e culturale dei tempi di Gesù. Nel 1987 Bivin ha fondato e diretto la rivista Jerusalem Perspective, che fino al 1999 è uscita in formato cartaceo trasformandosi successivamente in una rivista on line. Fino al 1991 Bivin è stato sergente della riserva dell'esercito israeliano. Attualmente vive a Yad HaShmon (vicino a Gerusalemme) con la moglie Josa, che ha sposato nel 1969.
Durante la sua carriera, Bivin ha scritto diversi libri e più di duecento articoli.

## Libri
- David Bivin, Josa Bivin, Hebrew 40: translations, units 1-40, American Institute of Holy Land Studies,  Mount Zion, Israel, 1972
- David Bivin, Robert Goldfarb, Fluent Biblical and Modern Hebrew, The American Upland, Jerusalem 1977
- David Bivin, Roy B. Blizzard, Understanding the Difficult Words of Jesus, Makor Foundation, Arcadia, CA, 1983
- David Bivin, Lois Tverberg, Bruce Okkema, New Light on the Difficult Words of Jesus: Insights from His Jewish Context, En-Gedi Resource Center, Holland, MI 2005

### Capitoli di libri
- Bivin David, "Evidence of an Editor's Hand in Two Instances of Mark's Account of Jesus' Last Week?" in Jesus' Last Week, a cura di R. Steven Notley, Marc Turnage, Brian Becker, Jerusalem studies in the Synoptic Gospels, Vol. 1, Brill, Leiden, 2006